# Banca dello Stato del Cantone Ticino
Banca dello Stato del Cantone Ticino es un banco cantonal suizo que es parte de los 24 bancos cantonales que sirven a los 26 cantones de Suiza. Fundado en 1915, tiene sucursales a lo largo del Tesino con 427 empleados en 2015. Los activos del banco eran de 18.620,37 millones CHF en 2022. Los préstamos están garantizados por el estado.
En 2013, el 75% de los ingresos provenían de intereses de préstamos, llevando al banco a considerar adquirir una unidad de banca privada para diversificas sus activos.